# فرقة التفسير
يعتبر تفسير الطاقم المنسجم (بالإنجليزية: Ensemble interpretation)‏ لميكانيكا الكم أن وصف الحالة الكمومية ينطبق فقط على مجموعة من الأنظمة المُحضرة بشكل مشابه، بدلاً من افتراض أنها تمثل بشكل شامل نظامًا فيزيائيًا فرديًا.
يزعم المدافعون عن تفسير الفرقة لميكانيكا الكم أنه بسيط، مما يجعل أقل الافتراضات المادية حول معنى الشكلية الرياضية القياسية. يقترح أن يأخذ التفسير الإحصائي لماكس بورن إلى أقصى حد، والذي حصل بسببه على جائزة نوبل في الفيزياء عام 1954. في ظاهر الأمر، قد يبدو أن تفسير الطاقم المنسجم يتناقض مع المبدأ الذي اقترحه نيلز بور، بأن دالة الموجة تصف نظامًا فرديًا أو جسيمًا، وليس فرقة (رزمة)، على الرغم من قبوله لتفسير بورن الإحصائي لميكانيكا الكم. ليس من الواضح تمامًا نوع الفرقة التي قصد بور استبعادها، لأنه لم يصف الاحتمال باستخدام الطواقم المنسجمة. يُطلق على تفسير الطاقم المنسجم أحيانًا، خاصةً من قبل مؤيديه، "التفسير الإحصائي"، ولكن ربما يبدو مختلفًا عن التفسير الإحصائي لبورن.